# Croix de cimetière de Moustoir-Ac
L'ancienne croix de cimetière de Moustoir-Ac est située place Sainte-Barbe au bourg de Moustoir-Ac dans le Morbihan. Elle est inscrite au titre des monuments historiques.

## Historique
La croix de cimetière de Moustoir-Ac est construite au XVIIe siècle. Le cimetière qui entourait l'église Sainte-Barbe, sera déplacé en 1922 à la sortie du bourg. En 1934, le déblaiement de ce désormais ancien cimetière laissera seule la croix.
La croix de cimetière de Moustoir-Ac fait l’objet d’une inscription au titre des monuments historiques depuis le 29 mars 1935.

## Architecture

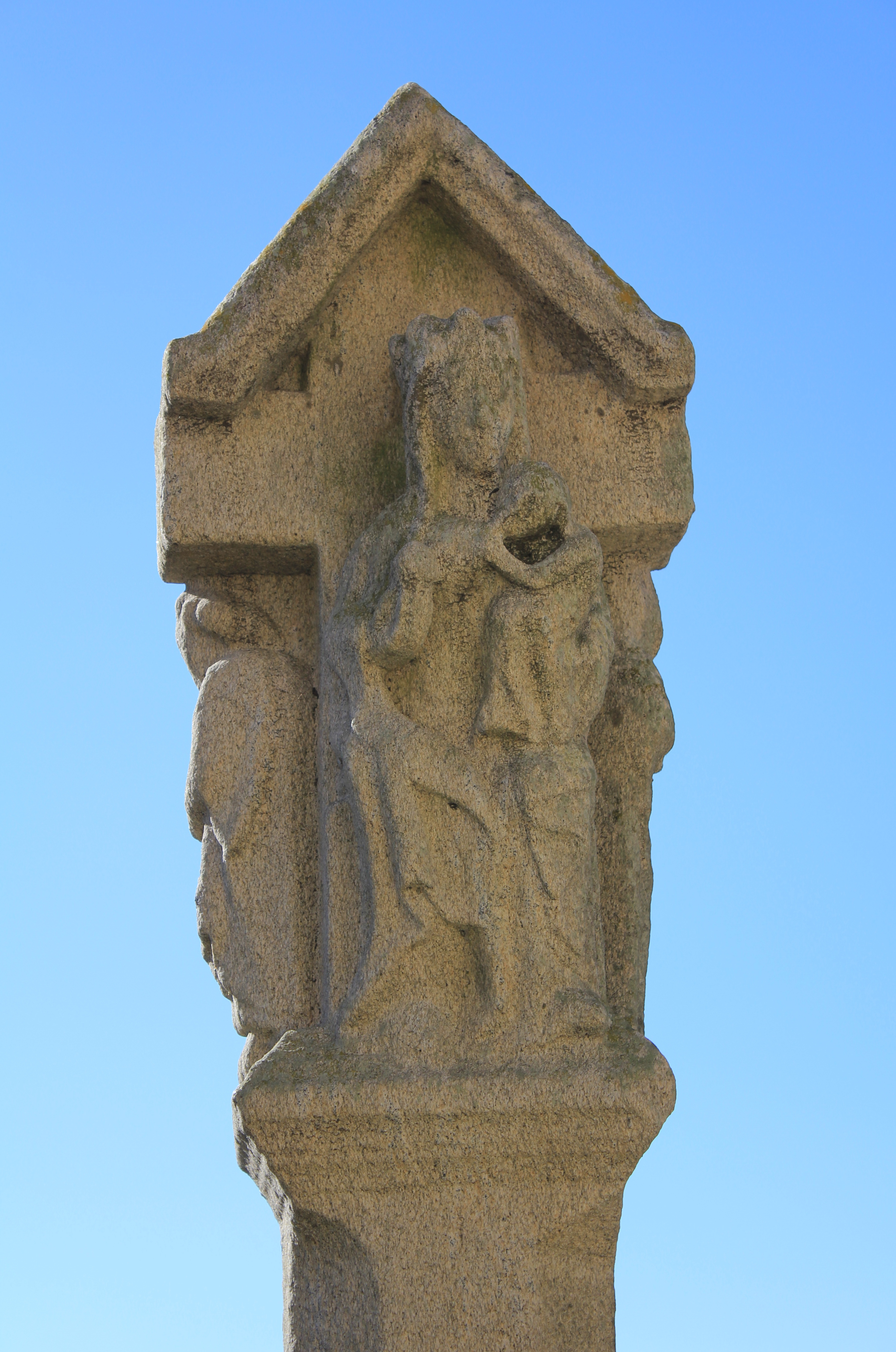
Verso de la croix avec la Vierge à l'enfant.

La croix de cimetière se dresse actuellement entre deux volées d'escaliers. Elle a un socle-autel exhaussé de marches. Le fût polygonal possède un tailloir qui reçoit le motif est couronné par un fronton droit au-dessus du Christ, au recto, et de la Vierge à l'Enfant, au verso.